# Skolwin
Skolwin (do 1929 niem. Scholwin, w latach 1929–1945 niem. Odermünde) – część miasta i osiedle administracyjne Szczecina, położone w rejonie Północ. Graniczy od północy z Policami, od zachodu z gminą Police, od południa z osiedlem Stołczyn.
Według danych z 2021, na osiedlu na pobyt stały zameldowanych było 2817 osób.

## Położenie i historia
Wschodnia część Skolwina położona jest nad Odrą i poprzez Iński Nurt ma dostęp do jeziora Dąbie oraz do gminy Goleniów.
W skład osiedla Skolwin wchodzą: Skolwin (właściwa część osiedla, dawna wieś), osiedle Skoki, oraz południowa część osiedla Mścięcino (które jest podzielone granicą między miastem Szczecin i miastem Police).
Od strony rzeki Odry znajduje się przystań dla łodzi, jest także nabrzeże portowe, wciąż słabo zagospodarowane, należące niegdyś do papierni „Skolwin”.
W Mścięcinie na obecnej ul. Ofiar Stutthofu w czasie II wojny światowej istniał męski i żeński obóz pracy przy niemieckiej fabryce benzyny syntetycznej w Policach. Przy ulicy Ofiar Stutthofu i ul. Przęsocińskiej znajdują się dwa pomniki.
Skolwin to historyczna wieś z kościołem.

W czasie II wojny światowej Skolwin stanowił część Wielkiego Miasta Szczecin. W latach 1945–1946 znajdował się w granicach Enklawy Polickiej. 8 lipca 1946 Skolwin stał się administracyjną częścią Szczecina. Polska nazwa Skolwin wprowadzona została oficjalnie na mocy rozporządzenia ministrów Administracji Publicznej i Ziem Odzyskanych z dnia 12 listopada 1946 roku, wcześniej przez pierwsze powojenne miesiące używano tymczasowej nazwy Żółwino, bądź dosłownego tłumaczenia nazwy niemieckiej: Ujście Odrzańskie.

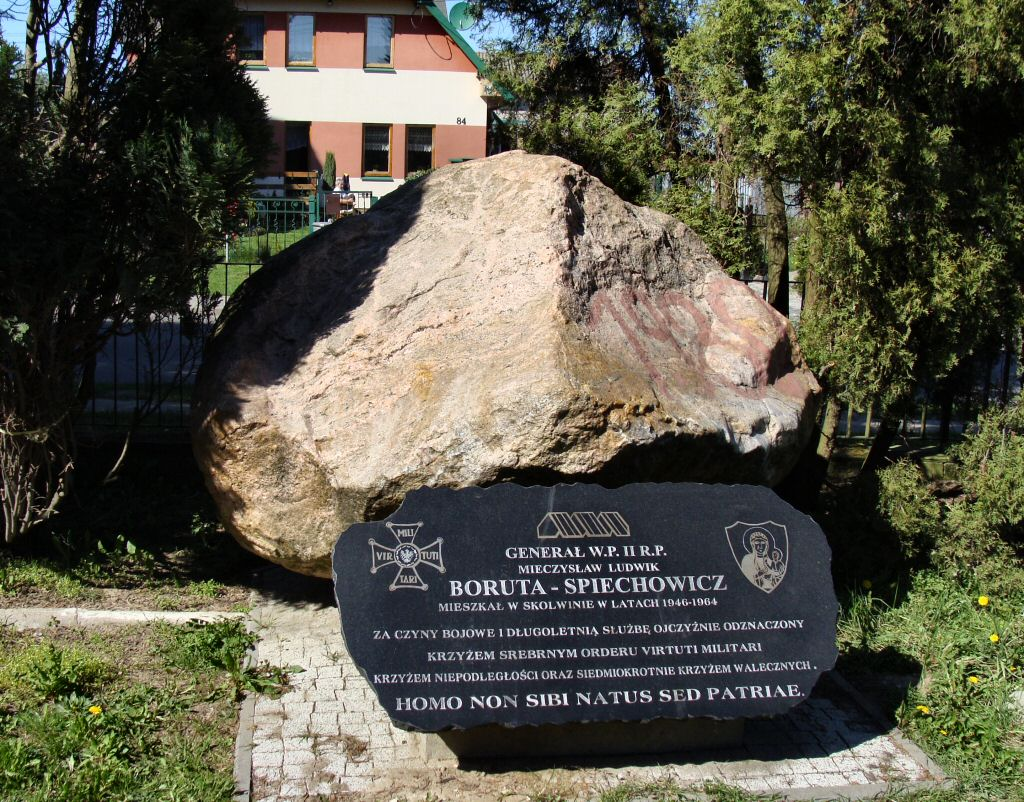
Tablica pamiątkowa poświęcona gen. Mieczysławowi Borucie-Spiechowiczowi przy kościele w Skolwinie.

Po II wojnie światowej (do 1964 roku) w Skolwinie mieszkał, prowadził gospodarstwo rolne i pełnił funkcję sołtysa generał Mieczysław Boruta-Spiechowicz.
W 2005 roku osiedle Skolwin doczekało się monografii w serii czas przestrzeń tożsamość – autorzy książki prof. Radosław Gaziński i dr Piotr Fiuk.
W 2008 roku została zlikwidowana iglica na wieży w Skolwinie z powodu złego stanu technicznego. W 2010 roku postawiono nową iglicę.

## Fabryka Papieru „Szczecin-Skolwin”

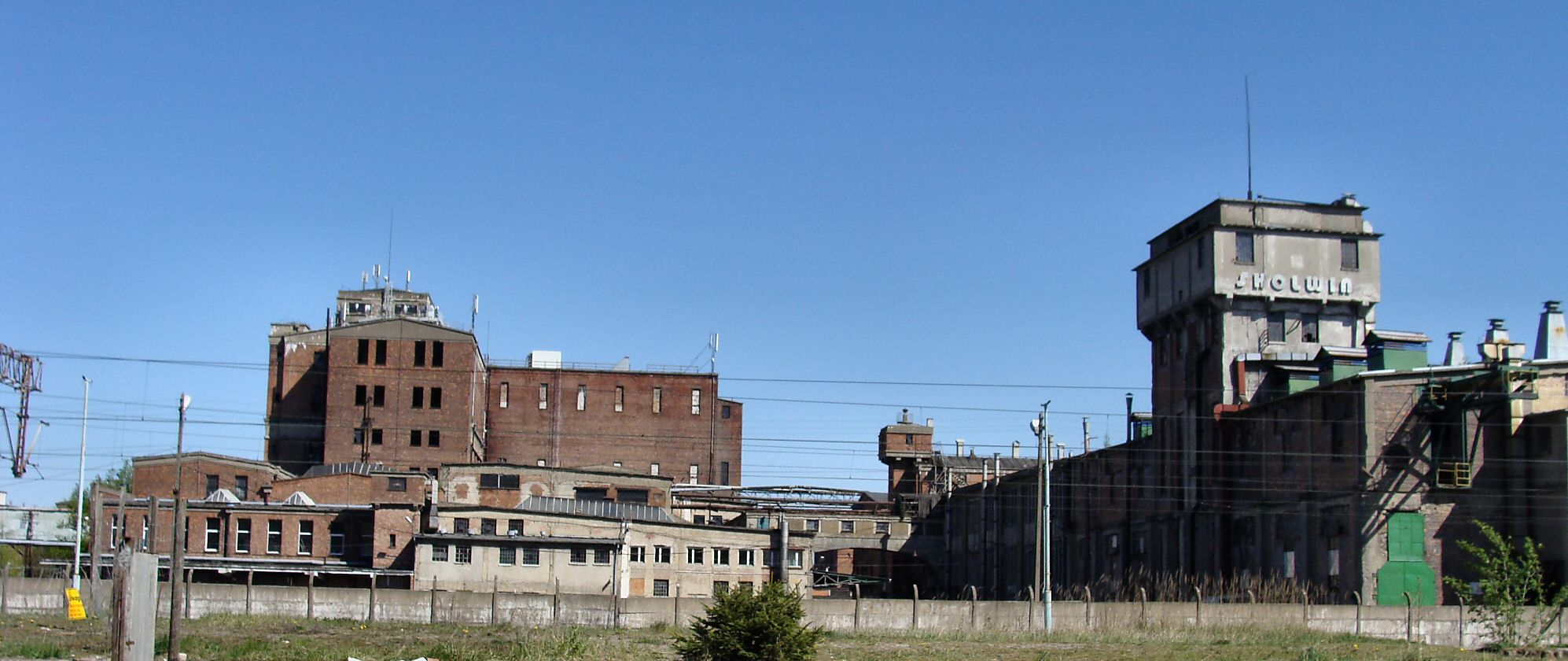
Papiernia Skolwin.

W latach 1886–1914 wybudowano Zakłady Celulozowo-Papiernicze (niem. Feldmühle, Papier- und Zellstoffwerke Scholwin bei Stettin) później zwane Fabryka Papieru „Szczecin-Skolwin”. Papiernia produkowała papier i celulozę od 1911. Po 1945 roku Rosjanie zdemontowali i wywieźli maszyny papiernicze, jednak w latach 50. przywrócono infrastrukturę produkcyjną.
W latach PRL-u Papiernia „Skolwin” była jednym z największych producentów papieru w Polsce. Jeszcze w latach 80. produkcja odbywała się na pięciu maszynach papierniczych, wytwarzających różne rodzaje papieru (gazetowy, śniadaniowy, tekturowy, toaletowy). Produkowano też „wytłoczki” (kartonowe opakowania do jajek). W końcowym okresie swojej działalności, po modernizacji przez Nørhaven) ostatniej pozostałej maszyny papierniczej MP 1, produkowano papier gazetowy (45 g/m2), oraz papier książkowy (52-65 g/m2), w ilości 180 ton/dobę. Produkcja odbywała się na tej jednej maszynie (MP 1) w oparciu o ścier drzewny, celulozę, i w pewnym stopniu o makulaturę.

### Likwidacja Papierni „Skolwin”
Duński inwestor (zakładając produkcję papieru dla swoich drukarni we własnym zakresie i chcąc uniezależnić się od importu drogiego papieru książkowego z Finlandii) zmodernizował w „Skolwinie” tylko maszynę papierniczą MP 1, dostosowując ją do produkcji papieru książkowego. Jednak energochłonna infrastruktura zakładu przerosła już jego możliwości. Zbyt duża (jak dla jednej maszyny) niedoinwestowana, awaryjna i pochłaniająca dużą ilość węgla kotłownia nie zapewniała stabilnego wytwarzania pary wodnej, koniecznej w procesie suszenia papieru. Wyeksploatowane i przestarzałe urządzenia do wytwarzania ścieru drzewnego pochłaniały za dużo energii elektrycznej, zaś „nowy” system przetwarzania makulatury okazał się wysokoawaryjny i nie zapewniał jej dostaw jako surowca dla produkcji papieru o wymaganych parametrach jakości i w wystarczającej ilości. Remontów wymagały też dachy budynków fabryki. Zaległości inwestycyjne poprzednich dekad, wysokie koszty produkcji, w połączeniu z rosnącą konkurencją na rynku papieru (jakość, cena), oraz niekorzystna koniunktura eksportowa doprowadziły do likwidacji zakładu w grudniu 2007 roku. Jeszcze do końca 2007 roku znaczna liczba mieszkańców dzielnicy była zatrudniona w tej papierni.

W 2015 roku w obiektach fabryki nastąpiło ponowne uruchomienie produkcji papieru przez spółkę APIS.

## Geografia i turystyka
- Liczne zbiorniki wodne są środowiskiem dla ptaków i ryb.
- Łąki i inne zbiorowiska trawiaste terenów nadodrzańskich i wysp na Odrze: Skolwiński Ostrów, Ostrów Żurawi i Rybi Ostrów, stanowią tereny dla rekreacji wodnej[potrzebny przypis].
- Położone na wysokich wzgórzach tereny zapewniają punkty widokowe na Odrę, jej rozlewiska, kanały, i jezioro Dąbie (podobnie, jak w wysoko położonej części dzielnicy Gocław).
- Przez Skolwin prowadzi  Szlak „Przez Las Arkoński i Wzgórza Warszewskie”.

## Samorząd mieszkańców
Samorząd osiedla Skolwin został ustanowiony w 1990 roku. Rada Osiedla Skolwin liczy 15 członków. 
W wyborach do rady osiedla 13 kwietnia 2003 udział wzięło 138 głosujących, co stanowiło frekwencję 4,90%. W wyborach do rad osiedli 20 maja 2007 roku udział wzięło 224 głosujących, co stanowiło frekwencję na poziomie 8,15%. 

## Komunikacja
Komunikację miejską zapewniają linie autobusowe nr 63 (przystanek końcowy z Kołłątaja), nr 102 (Police – Gocław). W nocy kursuje autobus 526. 
Ponadto obok byłej Papierni znajduje się stacja kolejowa Szczecin Skolwin – dworcowy budynek jest odnawiany przy niedostępnej dla pasażerów linii kolejowej nr 406: Szczecin – Police – Trzebież.

## Sport
W Skolwinie funkcjonuje klub piłkarski OKS Świt Skolwin. W sezonie 2023/2024 zespół wygrał rozgrywki III ligi, gr. II i awansował do II ligi. W II lidze polskiej Świt rozgrywa swoje mecze przy ul. Stołczyńskiej. 